# هانا ماري بوفير بيترسون
هانا ماري بوفير بيترسون (بالإنجليزية: Hannah Mary Bouvier Peterson)‏ هي عالمة فلك أمريكية، ولدت في 1811 في فيلادلفيا في الولايات المتحدة، وتوفيت في 4 سبتمبر 1870 في لونغ برانش في الولايات المتحدة.